# Edificio Femenil
El edificio Femenil se encuentra en la vereda sur de la Avenida Rivadavia, entre las calles Puán y Chirimay. Es uno de los más conocidos dentro del barrio de Caballito, en la ciudad de Buenos Aires, Argentina. A su frente, están las bocas de acceso a la estación Puán de la línea A de subterráneo.

## Historia
Fue proyectado por el arquitecto Eustaquio Ballester para su propietario, el Dr. Jaime Lavallol, y la construcción estuvo a cargo de la Compañía General de Obras Públicas (GEOPE). Se trata del tipo conocido como edificio de renta (alquiler), que tenía viviendas en sus pisos superiores y un comercio en la planta baja, en muchos casos con entrepiso. Se inauguró en 1928, y originalmente alojaba en su sector comercial a la revista Femenil, de donde tomó su nombre.

## Estilo
Es de estilo academicista francés, destacándose por el pórtico con columnas de entrada al comercio de la planta baja, y por la mansarda del último piso. Es un edificio típico, con basamento, desarrollo y remate en mansarda, y también resulta imponente por su gran superficie y altura (tiene planta baja y ocho pisos altos), siendo en el momento de su construcción el de mayor volumen del barrio, ocupando media manzana. Está dividido en cuatro bloques, con accesos y circulaciones verticales independientes, y posee un patio interno.

## En la cultura popular
Germinal Nogués apoyó la leyenda urbana de que el Edificio Femenil habría inspirado al poeta Baldomero Fernández Moreno, vecino del barrio, al escribir “Setenta balcones y ninguna flor”. La Ley 3213 de la Ciudad de Buenos Aires, sancionada el 1 de octubre de 2009, declaró que el edificio Femenil quedaría catalogado con el nivel de protección "cautelar", dentro del listado de inmuebles considerados de valor patrimonial.

## Imágenes

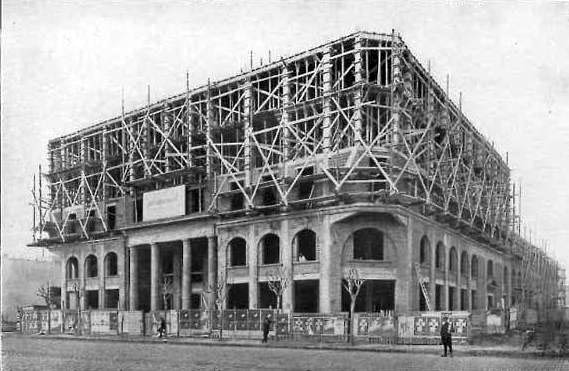
En construcción (1928)